# Sanktuarium Miłosierdzia Bożego w Białymstoku

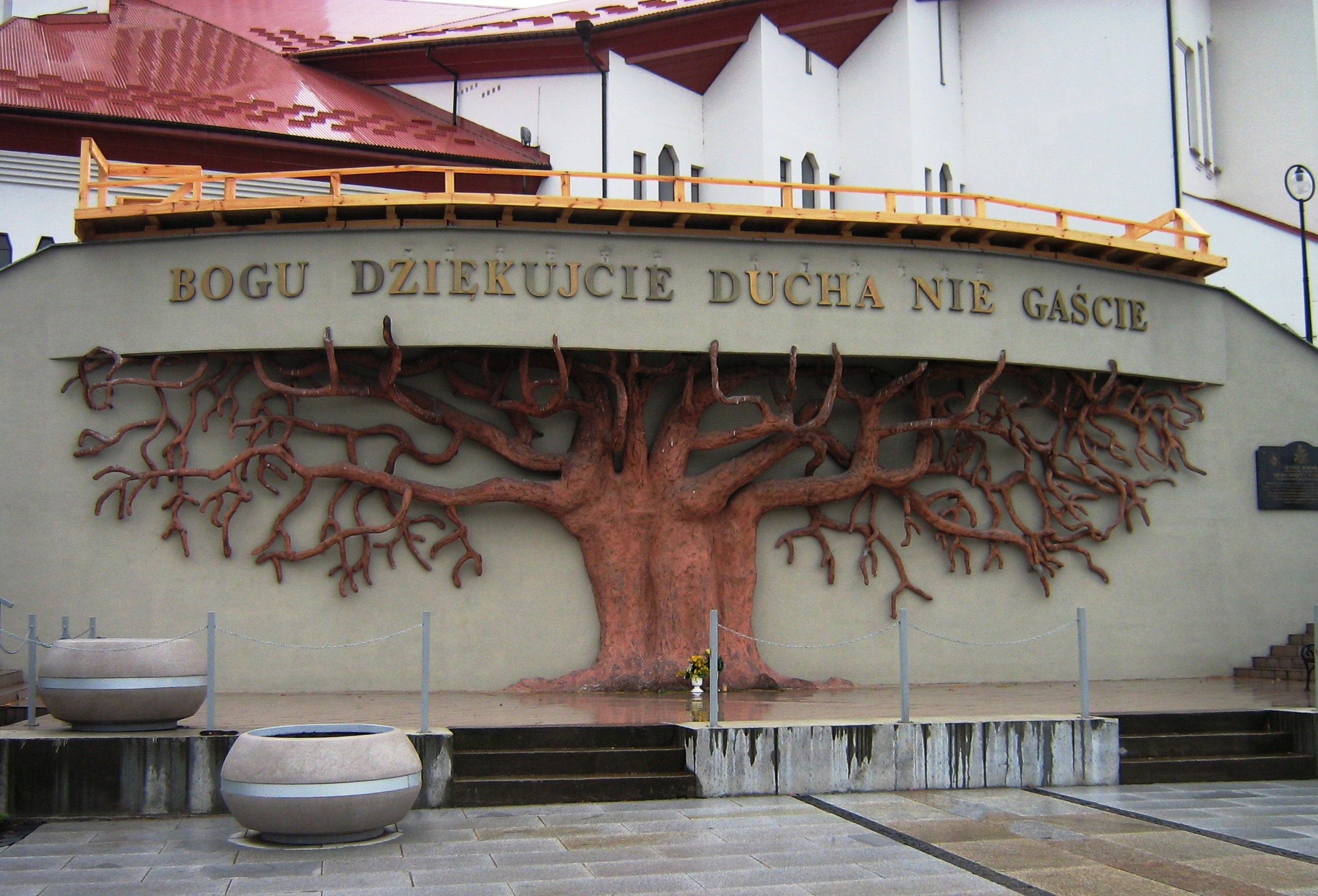
Ołtarz Papieski przy Sanktuarium Miłosierdzia Bożego

Sanktuarium pw. Miłosierdzia Bożego w Białymstoku – kościół Miłosierdzia Bożego w Białymstoku, położony na osiedlu Białostoczek przy placu bł. ks. Michała Sopoćki 1 (dawniej przy ul. Radzymińskiej 1), erygowany w 1984 r.
Świątynia w Białymstoku jest jednym z dziewięciu sanktuariów należących do archidiecezji białostockiej.

## Historia

### Sanktuarium Miłosierdzia Bożego
We wrześniu 1980 r. powstała samodzielna placówka duszpasterska Św. Rodziny, wydzielona z terenu parafii Wniebowzięcia NMP. W dniu 22 grudnia 1981 r. w „Planie przestrzennym zagospodarownia miasta Białegostoku” zapisano (ujęto) teren dodatkowy pod budowę kościoła na oś. Białostoczek. W związku z zaistniałą sytuacją w roku 1982 powstała parafia Św. Rodziny z siedzibą przy ul. Ogrodowej wydzielona z parafii Wniebowzięcia NMP i dodatkowo z parafii św. Rocha.
W 1982 r. ogłoszono konkurs na projekt nowego kościoła filialnego na oś. Białostoczek. Konkurs wygrał projekt mgr inż. Andrzeja Nowakowskiego z Białegostoku i mgr inż. Janusza Pawłowskiego z Olecka. W dniu 27 kwietnia 1984 r. poświęcony został teren pod budowę kościoła, a 17 maja parafia otrzymała pozwolenie na budowę kościoła i budynku katechetycznego. We wrześniu 1986 r. został oddany do użytku budynek katechetyczny, a 22 grudnia 1986 r. biskup Edward Kisiel poświęcił dolny kościół Miłosierdzia Bożego przy ul. Radzymińskiej. W związku z tym, że nowo powstała parafia nie dysponowała mieszkaniami dla księży, w roku 1988 rozpoczęto budowę plebanii. W dniu 30 listopada 1988 doczesne szczątki sługi Bożego ks. Michała Sopoćki zostały przeniesione z cmentarza farnego i zostały umieszczone w specjalnej krypcie w dolnym kościele – Sanktuarium. W dniu 24 czerwca 1990 r. nastąpił podział parafii Świętej Rodziny i erygowano nową parafię Miłosierdzia Bożego obejmująca teren osiedla Białostoczek.
Ks. abp Stanisław Szymecki – arcybiskup metropolita białostocki w dniu 21 listopada 1993 r., poświęcił obraz i umieścił relikwie św. Siostry Faustyny w dolnym kościele – aktualnie znajdują się w przenośnym relikwiarzu. Ksiądz Michał Sopoćko był spowiednikiem św. Faustyny, a także orędownikiem kultu Miłosierdzia Bożego. Doniosłym wydarzeniem w życiu sanktuarium, była rekonstrukcja Ołtarza Papieskiego, przy którym Ojciec Święty Jan Paweł II sprawował Eucharystię podczas wizyty w Białymstoku w roku 1991 i usytuowanie go przy kościele Miłosierdzia Bożego. Główne uroczystości z udziałem władz miejskich, duchowieństwa i licznie zebranych wiernych odbyły się 5 czerwca 1996 r. w 5 rocznicę przyjazdu Ojca Świętego do Białegostoku. Od tego dnia codziennie przy Ołtarzu Papieskim o godz. 21 odbywa się Apel Jasnogórski. Konsekracja świątyni odbyła się w czasie uroczystej Eucharystii w dniu 30 września 2007 r., której przewodniczył ks. abp metropolita białostocki Edward Ozorowski.
W Sanktuarium znajdują miejsce diecezjalne akcje i duszpasterstwa, takie jak Stowarzyszenie Czcicieli Miłosierdzia Bożego, Duszpasterstwo Harcerek i Harcerzy, Krucjata Wyzwolenia Człowieka, Dom Rekolekcyjny Ruchu Światło-Życie, Wspólnota AA, Poradnictwo Rodzinne. Z inicjatywy parafian oraz działaczy sportowych wywodzących się z parafii, działa też Katolicki Klub Sportowy „Białostoczek”. Planowana jest budowa parkingu i domu pielgrzyma.

### Uroczystabeatyfikacjaks. Michała Sopoćki
28 września 2008 na terenie świątyni – sanktuarium odbyła się uroczysta beatyfikacyjna msza św., której przewodniczył abp Angelo Amato, prefekt Kongregacji Spraw Kanonizacyjnych, w czasie której odczytał list Ojca Św. Benedykta XVI ogłaszający ks. Michała Sopoćkę błogosławionym. Również Papież Benedykt XVI podczas audiencji w Castel Gandolfo nawiązał w języku polskim do tej uroczystości. Proces beatyfikacyjny ks. Sopoćki, rozpoczęty w roku 1987 na szczeblu diecezjalnym, trwał do 1993 r. Postulatorem procesu był ks. prałat Krzysztof Nitkiewicz. Ustanowione święto patronalne przypadać będzie 15 lutego, czyli w dniu jego śmierci. Homilię wygłosł kard. Stanisław Dziwisz. Zabierając głos ks. arcybiskup Tadeusz Kondrusiewicz, metropolita mińsko-mohylewski, który określił ks. Michała Sopoćko mianem „Patrona trojga narodów – Białorusi, Litwy i Polski”. Natomiast kardynał Audrys Bačkis, metropolita wileński stwierdził, że:
„Dzisiaj cały Lud Boży raduje się z okazji beatyfikacji księdza Michała Sopoćki. Raduje się Kościół w Wilnie i Kościół w Białymstoku – oba te miasta w czasach księdza Sopoćki należały do jednej diecezji.”
Władze kościelne reprezentował prymas Polski kardynał Józef Glemp w asyście około 100 biskupów z całej Polski. Ze strony władz świeckich w uroczystości beatyfikacyjnej wzięli udział: Prezydent RP – Lech Kaczyński, ostatni Prezydent RP na Uchodźstwie – Ryszard Kaczorowski, Marszałek Sejmu – Bronisław Komorowski, prezydent Białegostoku Tadeusz Truskolaski.

### Historia kultu
Według religii katolickiej miłosierdzie Boga objawiło się w akcie stworzenia świata, a później także z miłości do Adama i Ewy, mimo że tę miłość odrzucili. Prostej, niewykształconej, ale bezgranicznie ufającej Bogu zakonnicy Jezus Chrystus powierzył misję: orędzie Miłosierdzia skierowane do całego świata. 22 lutego 1931 r. św. Faustyna miała wizję, w której został ukazany wizerunek miłosiernego Jezusa, a opisała je w swoim dzienniczku na stronie 47:
„Wieczorem, kiedy byłam w celi ujrzałam Pana Jezusa ubranego w szacie białej. Jedna ręka wzniesiona do błogosławieństwa, a druga dotykała szaty na piersiach. Z uchylenia szaty na piersiach wychodziły dwa wielkie promienie, jeden czerwony, a drugi blady. W milczeniu wpatrywałam się w Pana, dusza moja była przejęta bojaźnią, ale i radością wielką. Po chwili powiedział mi Jezus: Wymaluj obraz według rysunku, który widzisz, z podpisem: Jezu, ufam Tobie. Pragnę, aby ten obraz czczono najpierw w kaplicy waszej i na całym świecie.”
Wielkimi orędownikami kultu Miłosierdzia Bożego byli św. Faustyna Kowalska, którą 30 kwietnia 2000 r. kanonizował Jan Paweł II i beatyfikowany 28 września 2008 r. ks. Michał Sopoćko.

## Formy kultu
1. Święto Miłosierdzia Bożego
2. Koronka do Miłosierdzia Bożego
3. Godzina Miłosierdzia
4. Obraz Jezusa Miłosiernego
5. Szerzenie czci miłosierdzia